# Sät Toqpaqbajew

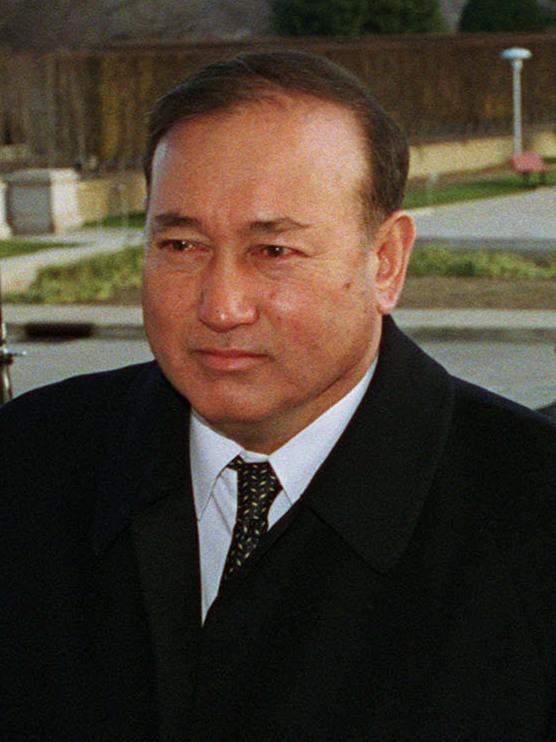
Sät Toqpaqbajew (1999)

Sät Besimbajuly Toqpaqbajew (kasachisch Сәт Бесімбайұлы Тоқпақбаев, russisch Сат Бесимбаевич Токпакбаев; * 17. September 1939 in Kaszik, Kasachischen SSR) ist ein kasachischer Generaloberst und Politiker.

## Leben
Sät Toqpaqbajew wurde 1939 im Dorf Kaszik im heutigen Audan Ile im Gebiet Almaty geboren. Er besuchte von 1958 bis 1963 die Staatliche Kasachische Kirow-Universität in Alma-Ata. Daran schloss sich bis 1964 der Besuch der Höheren Schule 302 des KGB in Minsk an. 1971 schloss er die Höhere Diplomatenschule des Ministeriums für auswärtige Angelegenheiten der Sowjetunion ab.
Nach dem Abschluss der Kirow-Universität war er für kurze Zeit als Ermittler bei der regionalen Staatsanwaltschaft der Oblast Alma-Ata tätig. Anschließend arbeitete er auf verschiedenen Positionen für die Sicherheitsbehörden der Kasachischen SSR. Nach der Unabhängigkeit Kasachstans von der Sowjetunion war er ab November 1991 Chef des kasachischen Geheimdienstes in Almaty und dem Gebiet Almaty. Anschließend wurde Toqpaqbajew im Juni 1993 zuerst erster stellvertretender Vorsitzender des Nationalen Sicherheitsausschusses des Landes und ab Dezember war er dessen Vorsitzender. Ab November 1995 war er Leiter des Sicherheitsdienstes des Präsidenten Kasachstans und ab Dezember 1995 war er außerdem Kommandeur der Republikanischen Garde von Kasachstan. Am 13. Oktober 1993 wurde er im Kabinett von Premierminister Qassym-Schomart Toqajew zum neuen Verteidigungsminister ernannt. Nach rund zwei Jahren als Regierungsmitglied wurde er im Dezember 2001 Berater des kasachischen Präsidenten und von April 2002 bis Februar 2003 war er Vorsitzender der Kommission zur Bekämpfung der Korruption und der Achtung der Berufsethik von Beamten. Von 2002 bis 2007 war er Vorstandsvorsitzender der kasachischen Fluggesellschaft Euro-Asia Air. Nach der Parlamentswahl 2007 wurde Toqpaqbajew Abgeordneter für Nur Otan in der Mäschilis, wo er Mitglied des Ausschusses für auswärtige Angelegenheiten, Verteidigung und Sicherheit war.

## Familie
Sät Toqpaqbajew ist verwitwet. Er hat einen Sohn und eine Tochter.